# Telenovela

Vida Alves e Wálter Forster durante cena da primeira telenovela da história, Sua Vida Me Pertence, em 1951 pela emissora brasileira TV Tupi

Telenovela é a mais popular forma de teledramaturgia, sendo caraterizada como uma história de ficção desenvolvida para apresentação na televisão. Tem a característica de ser dividida em episódios ou capítulos, em que o seguinte é a continuação do anterior. O sentido geral da trama é previsto inicialmente, mas o desenrolar e o desenlace não. As tramas normalmente são simples, não requerem inteligência para serem entendidas. Durante a exibição, novos rumos e personagens podem ser inseridos.

## Etimologia e terminologia
O termo telenovela é uma palavra de origem castelhana, particularmente do espanhol falado em Cuba. O vocábulo é fruto da fusão das palavras: tele (de televisão) e novela, que em espanhol é o mesmo que romance em português. O Brasil foi o país precursor deste gênero audiovisual, que foi inspirado na radionovela, e que é hoje seguido por vários países. A primeira telenovela produzida na história foi Sua Vida Me Pertence, escrita em 1951 por Wálter Forster para a TV Tupi. Após a boa aceitação, a emissora passou a produzir diversas outras telenovelas em escala, sendo que outros canais também aderiram ao formato no início da década de 1950, como a TV Paulista com Helena em 1952 e a RecordTV com A Muralha em 1954.
Devido à sua longa duração, há quem aponte uma pretensa contradição na sua denominação, ao dizer que as telenovelas deveriam ser chamadas de telerromances. Porém, para a língua portuguesa, o género literário novela distingue-se do romance não pelo seu tamanho, mas pela forma como os eventos se sucedem na narrativa e pela abordagem folhetinesca da sua escrita. A matriz original do termo mostrou ser forte ao ponto de conseguir legitimidade noutros idiomas, como o russo, que preferia a palavra serial, para designar os folhetins audiovisuais. A fala quotidiana em países como Brasil, Portugal e mesmo Cuba, aceita a forma abreviada de 'novela' para chamar a obra audiovisual. Porém, o termo telenovela é preferível a fim de distinguir a obra audiovisual da literária.

### Terminologias pelo mundo
Nos Estados Unidos, as telenovelas recebem o nome de soap operas porque as primeiras produções, na década de 1960, eram patrocinadas por fabricantes de sabão (em inglês soap). Em língua inglesa, não se fala em novel porque isso indica o género literário novela, e não um programa de televisão como na língua portuguesa. Mais recentemente, porém, com a popularização de programas e canais latinos nas TVs americanas, e por terem características diferentes das soap operas, o termo "telenovela" tem sido utilizado na língua inglesa (especialmente a partir de 2008, quando a Academia Internacional das Artes e Ciências Televisivas (IATAS) criou uma nova categoria do Prêmio Emmy Internacional especialmente para telenovelas). Pode-se utilizar também o termo "drama" para diferenciar as telenovelas das soap operas.
A soap opera é um gênero muito popular nos Estados Unidos, país no qual são exibidas durante o dia (mais precisamente no horário da tarde, entre às 13 e as 18 horas). Ao contrário das telenovelas, que duram de seis a oito meses, uma soap opera é exibida por anos, como uma série televisiva de várias temporadas. No Brasil, o formato de soap opera é conhecido por ser utilizado em Malhação, que foi ao ar de 1995-2020, com tramas que se alteram a cada temporada. Chiquititas, soap opera argentina, também é um outro exemplo deste formato conhecido no Brasil.
As telenovelas também são conhecidas como telerromance ou romance televisivo no México, na Colômbia, nos Estados Unidos, em Cuba e no Brasil; teleteatro, tira ou ficción diaria na Argentina; culebrón na Espanha e na Venezuela; telesérie no Chile e em áreas do Peru e Bolívia; comedia no Uruguai; diziler na Turquia; serial na Índia; dorama no Japão, k-drama na Coreia do Sul; c-drama na China, teleserye nas Filipinas; lakorn na Tailândia, sinetron na Indonésia e téléroman na França e nas regiões do Canadá que falam francês.
O discurso diário nos países latino-americanos aceita o uso do romance como uma abreviatura para se referir à obra audiovisual. Na Europa, o uso de telenovelas é preferido, a fim de distinguir a obra audiovisual da obra literária.
A matriz original do termo mostrou-se forte o suficiente para conseguir legitimidade em outras línguas, como o russo, que antes usava serial para esse tipo de seriado de televisão. Diversas línguas como inglês, italiano, francês e outras aceitam o uso de telenovela, telenovella ou ainda telenovel, entendidas como melodramas de duração limitada, soap operas em formato de minisséries de origem ibero-americana (ou originalmente faladas em português e espanhol). Nessas línguas eles não falam de romance ou romano, porque indica uma obra literária, não um programa de televisão como em espanhol ou português.
Na Ásia, seus folhetins de televisão são chamados (também em inglês como segunda língua) de doramas ou folhetins, e quando exportados para a América Latina tiveram a mesma recepção que as produções locais.
Na França e nas regiões do Canadá que falam francês, as telenovelas são chamadas de Téléroman. Alguns téléromans famosos produzidos na França são "Riviera", "Sous le soleil", além de "Bella La Vie", e "Soueurs Cinq".

### Diferenças parasoap operas
A soap opera, tão conhecida em países anglófonos, tem por padrão uma duração indefinida, às vezes durando décadas, com um elenco de atores e personagens em constante rotação. Já as telenovelas, tem uma duração média de seis meses a um ano. Ou seja, a sua duração é pré-planejada desde o início, com o arco geral da história e a conclusão também conhecidos pelos criadores e produtores da dramaturgia em seu início. Existem exceções, como Mundo de Juguete, com um total de 605 episódios (1974-1977), com algumas mudanças de elenco no decorrer da série. Algumas novelas argentinas anteriores (a maioria delas escritas por Alberto Migré) também foram veiculadas por alguns anos.
As telenovelas também têm um tipo de história diferente das soap operas: a típica telenovela é focada em uma rivalidade entre duas ou mais pessoas ou famílias no romance ou nos negócios. Muitas delas usam temas tradicionais como uma Cinderela (que é uma rival da namorada malvada do protagonista masculino), dois irmãos após uma irmã (ou duas irmãs após um irmão) ou ascendência equivocada / desconhecida. Normalmente, o herói leva um tiro (ou alguma forma de destino equivalente a isso).
Mazziotti e Frey-Vor (1993) trazem algumas outras diferenças: Segundo elas, "na telenovela, os protagonistas são, geralmente, um casal, enfatizando o "star system", enquanto que na versão norte-americana os protagonistas são uma família ou uma comunidade inteira. Conflito de classes e mobilidade social também são apresentados mais comumente nas produções latino-americanas".
As telenovelas constituem a grande maioria das produções dramáticas das redes de televisão de países latinos, enquanto nas redes de língua inglesa outros formatos como sitcoms ou séries dramáticas são mais populares.
Exemplos de soap operas em países latinos incluem Malhação, no Brasil, e Chiquititas, na Argentina.

## Formato
As telenovelas caracterizam-se pela sua exibição diária, mas distinguem-se na duração dessa exibição: enquanto no mundo latino as obras já começam a ser transmitidas com uma previsão de encerramento, as obras produzidas no mundo anglófono possuem duração indefinida. No Brasil, as telenovelas são apenas exibidas de segunda-feira a sábado. Em Portugal, em certas ocasiões, as telenovelas chegam a ser exibidas em todos os dias da semana, inclusive domingos.

### Gêneros
Pode-se classificar as telenovelas de acordo com o público a que se destinam, a frequência com que são veiculados ou o assunto de que tratam, entre outros parâmetros.
Normalmente, as telenovelas têm alto conteúdo melodramático, mas a partir da segunda metade dos anos 90 e principalmente nos primeiros anos dos anos. XXI, uma variedade começou a prevalecer, indo da comédia ao suspense.
No Brasil, essa variedade começou a ser forjada na década de 1970, quando os executivos perceberam que o público não queria sofrer e chorar, mas se divertir na frente da tela. Assim, foi criado a novela das 6, que é mais amena e normalmente são novelas de época, a novela das 7, com um conteúdo mais cômico, a novela das 8, com temas mais gerais, e as novelas das 10 horas, com conteúdo alternativo ou cultural.
Outra distinção pode ser feita entre as novelas com contos rosa e aquelas com contos mais realistas, sendo as primeiras aquelas em que o enredo gira em torno de personagens e situações claramente determinadas, sendo compreensíveis para quem é bom ou mau ; e referindo-se aos segundos às novelas que planejam seus personagens com maior profundidade, todas elas com ações aprováveis e repreensíveis, com um grau de complexidade na trama que mais se assemelha à vida real.

#### Por tipos de temática
Por temática, as telenovelas tendem a se enquadrar nas seguintes categorias:
- Melodrama da classe trabalhadora — É o mais popular até hoje, fácil de entender e com conteúdo menos explícito. Isso depende muito do enredo comum da pobreza para a riqueza, tipicamente apresentando uma mulher pobre que se apaixona por um homem rico cuja família a rejeita, como "Las Tres Marias" ("A Trilogia Das Marias", 1992, 1994 e 1995) protagonizadas pela atriz e cantora Thalía.
- Romance histórico ou novela de época — Tem sua ambientação no passado, como o período colonial ou imperial (Ex: Martín Garatuza, Nos Tempos do Imperador, Novo Mundo), a restauração da República (El carruaje), o final do século XIX (El vuelo del águila e Sinhá Moça), a Revolução Mexicana (Bodas de odio) e as ditaduras militares do século 20 (como Anos Rebeldes).
- Drama adolescente — Retrata a vida de adolescentes do ensino médio e seus problemas com sexo, drogas e outros temas da maioridade. Este gênero começou com Quinceañera em 1987.
- Policial — A trama gira em torno de um caso a ser descoberto pela polícia, como um roubo ou um assassinato. Exemplo: A Próxima Vítima, Pega Pega, Império De Mentiras e Cuna de lobos, sua obra mais expressiva.
- Sertanejo – A temática tem como ponto central o universo rural. Ex: América, O Rei do Gado, Soy tu Dueña, Doña Bárbarae Pasión de Gavilanes.
- Ficção científica — Exemplos: Tempos Modernos, O Clone, O Tempo Não Para, Aurora, El Rostro de Analía, Una familia especial.
- Infantil — Telenovelas voltadas ao público infantil, como Carrossel, Carinha de Anjo e Gotita De Amor.
- Mistério / suspense — É uma categoria de novela mais fria do que os outros subgêneros. Pode retratar uma morte ou desaparecimento misterioso, que pode separar casais, até mesmo famílias, como A Favorita, Torre de Babel, La Casa al Final de la Calle, ¿Dónde está Elisa?, El Rostro de la Venganza ou La Casa de al Lado.
- Terror — Subgênero de novelas mais raro que o resto, pode tratar de qualquer coisa do gênero terror, mas a maioria dessas novelas tratam de temas do sobrenatural como demônios, vampiros, bruxaria, fantasmas e ocultismo. É um dos poucos subgêneros que usa efeitos especiais. Sempre retrata o protagonista principal tentando descobrir a verdade enquanto ao mesmo tempo confronta eventos assustadores e o principal antagonista que é sempre uma bruxa ou um feiticeiro, demônio, fantasma maligno ou vingativo, ou o próprio diabo. Exemplos: Vamp, Apocalipse, El maleficio, El Extraño Retorno de Diana Salazar, La Mujer en el espejo, La Mujer de Judas e La chacala.
- Comédia romântica — Retrata histórias de amor com alguma ou muitas comédias, como: "Caras & Bocas", "Las Tontas No Van Al Cielo", "Por Ella Soy Eva", "Topíssima" ou "Yo Soy Betty, La Fea" (esta última a novela de maior sucesso da história).
- Com temática musical pop - Retrata a vida de aspirantes a popstars como em Alcanzar una estrella, bem como Rebelde(2004), que gerou uma banda pop multi-platina, RBD. Algumas, embora não todas, desse tipo de novela são voltadas para o público adolescente e / ou pré-adolescente.
- Temática internacional — Novelas cujo enredo se foca na cultura de outros países. Exemplo: Caminho das Índias, O Clone, El pecado de Oyuki.
- Narcotráfico — Recentemente, as telenovelas para narcotraficantes passaram a ser produzidas com frequência. Exemplos: La Reina del Sur, Sin senos no hay paraíso.
- Drama épico — Uma telenovela do gênero drama épico combina elementos de drama e épico, resultando em uma narrativa rica e envolvente. Exemplo: Belaventura, Deus Salve o Rei, Os Dez Mandamentos, A Terra Prometida, Zorro: A Espada e a Rosa, ¿Que Rei Sou Eu? e O Rico e Lázaro.
- Política - A política não costuma ser o tema central nas novelas, devido à forte censura na América Latina (Ver Censura na Venezuela, Censura no Brasil). No entanto, há algumas exceções para novelas com uma forte abordagem política em suas tramas como Por Estas Calles ("Por Estas Ruas"), La Candidata, O Bem Amado, Primera Dama, Roque Santeiro, O Salvador da Pátria e La Mujer del Presidente . As telenovelas A Calzón Quitado (Expressão equivalente à "A Verdade Nua e Crua") e Cosita Rica ("Coisinha Linda") retratam indiretamente (de forma satírica) o Ex-Presidente Venezuelano Hugo Chávez, com os personagens "Pedro Elías Ferrer" e "Olegario Pérez", ambos interpretados pelo ator Carlos Cruz.[7][8]

#### Por local de produção
As novelas divergem geograficamente em dois grandes grupos — as Latinovelas e as Asianovelas, portmanteaus do latim e do asiático com novelas. As telenovelas, em particular, são as formas de entretenimento com roteiro não falantes de inglês mais populares no mundo até hoje.
As Latinovelas, feitas na Espanha, em Portugal e nas Américas, são amplamente populares na América Latina e em outros países de língua ibérica, incluindo Brasil, Espanha, Portugal, Filipinas e Timor Leste, e em comunidades hispânicas de língua espanhola nos Estados Unidos. Eles também têm um grande número de seguidores nos países mediterrâneos e orientais da Europa, bem como na Ásia e na Oceania. As latinovelas são as principais responsáveis pela tendência das novelas em regiões fora da América Latina, que até o início dos anos 2000 era conhecida como a maior produtora de telenovelas.
As Asianovelas, feitas na Coreia do Sul, Turquia / Oeste da Ásia e nas Filipinas, estão atualmente dominando a programação da televisão na maior parte da África e da Eurásia, e recentemente fizeram incursões na televisão dominada por Latinovelas nas Américas. No mundo árabe, as novelas são muito populares entre as famílias que fazem intervalos durante o dia a partir do meio-dia para assistir a esses programas, cujo conteúdo muitas vezes reflete muitas das questões morais e sociais enfrentadas em culturas como Marrocos, Argélia e Egito. O meio tem sido usado repetidamente para transmitir mensagens socioculturais, incorporando-as às histórias.

## Abertura / genérico

### Brasil
Antes de cada capítulo de uma telenovela, é exibido um pequeno clipe audiovisual chamado abertura (português brasileiro) ou genérico (português europeu) contendo imagens relacionadas à temática da história; música de fundo; créditos de atores, diretores e autores da obra. Em alguns casos, esta abertura é exibida somente após o primeiro bloco da telenovela, ficando entre este primeiro bloco e o primeiro intervalo comercial. Trechos das aberturas também são exibidos como vinhetas de "estamos apresentando" e "voltamos a apresentar" no início e no fim dos intervalos comerciais e como encerramento, onde são exibidos créditos de produção como câmeras e produtores.
A ordem dos créditos exibidos numa abertura não é obrigatória e varia de acordo com cada produção, mas é comum que seja exibido primeiro o nome dos autores seguidos pelo elenco (geralmente seguindo a ordem: protagonistas, antagonistas, núcleo central e coadjuvantes), apresentando (novos atores), atores convidados, crianças, participações especiais e por fim os colaboradores, os diretores, a direção geral e o diretor de núcleo (atual direção artística). O título da novela é comumente exibido no término da abertura, mas há também ocasiões em que é exibido tanto no início quanto no fim ou até mesmo somente no início ou no meio da abertura.
Já nos encerramentos, a ordem é: elenco de apoio (atores com baixa participação nas novelas), autorização especial (geralmente vinda do SATED), equipe técnica (ordem variada), gerência de produção e, por último, marcas que anunciaram "merchandising" e a realização (logomarca, site da novela, ano de produção e razão social da emissora).
É comum encontrar em portais e em veículos impressos os resumos dos capítulos das novelas que consistem em apresentar de forma sintética uma sequencias com os principais acontecimentos de um determinado episódio.

### Portugal
Em Portugal as aberturas têm o nome de Genérico e possuem uma duração variada de 50 segundos a 1 minuto. O genérico normalmente segue uma ordem regular: protagonistas, restante elenco, alguns elementos da equipa técnica e, por fim, o diretor de produção. Quando duas novelas são emitidas de seguida sem intervalo, apenas é emitida a sequência final do genérico com o logótipo da novela, de forma a começar o episódio mais rapidamente e a captar mais facilmente a audiência da novela anterior.

### Países lusófonos de África
Tal como em Portugal, também os genéricos possuem duração variada de 50 segundos a 1 minuto.

## Teaserse ganchos

### Brasil
No Brasil, algumas telenovelas, imediatamente antes da abertura final, exibem um separador contendo uma imagem do genérico com a expressão Cenas do Próximo Capítulo bem legível. De seguida é mostrado um pequeno excerto do capítulo seguinte com imagem e som e, em seguida, apenas imagens aleatórias do mesmo, acompanhadas de música de fundo. Essa prática era comum pela TV Globo nos anos 1980 e 1990, e retornou em 2022.
Noutros casos, imediatamente após a abertura inicial é exibido um bloco de anúncios publicitários. Normalmente são exibidos anúncios dos patrocinadores da telenovela. Em Portugal, o bloco possui um relógio num dos cantos do ecrã, indicando o tempo que falta para o capítulo propriamente dito começar. Desde a telenovela A Força do Querer, em todas as novelas da Globo é exibido um trecho do capítulo anterior e em seguida o capítulo do dia.
Os ganchos, mais conhecidos por cliffhangers, são usados no final de cada capítulo, de forma a prender a atenção do público para o próximo. A telenovela Avenida Brasil (da Rede Globo) tornou-se popular também pelo característico congelamento, um tipo de gancho em que um personagem tinha sua imagem paralisada no final de cada capítulo sob fundo musical de suspense. Alguns congelamentos como o das telenovelas Páginas da Vida, Viver a Vida ou Deus Salve o Rei, exibem um congelamento com cenas do próximo capitulo incluídas.

### Portugal
Em Portugal, até meados de 2012, era habitual repetir cerca de 5 a 10 minutos do episódio anterior e a SIC era o único canal de televisão que transmitia um excerto de uma cena do episódio seguinte.
Em 2012, a TVI quebrou a tendência e introduziu, pela primeira vez no formato, o resumo/teaser do episódio seguinte na telenovela Louco Amor. O resumo consistia num conjunto de cenas variadas do próximo episódio, interligadas com um instrumental de suspense. O objetivo era comprimir, em cerca de 1 minuto, várias cenas importantes do episódio seguinte. Passou a ser regular em todas as telenovelas da TVI.
Em 2013, e conhecido como cold open, a TVI introduziu também mais uma inovação. Tratava-se do resumo/teaser do episódio anterior na telenovela Destinos Cruzados. Tal como o resumo do episódio seguinte, também este consistia num conjunto de cenas variadas e com impacto do episódio anterior, interligadas por um instrumental de suspense semelhante durante 1 minuto. O genérico só era transmitido após este resumo ser exibido. Também esta prática passou a ser regular em todas as telenovelas da TVI e deixou de haver a habitual repetição dos episódios. Em 2014, com Mar Salgado, a SIC implementou as mesmas técnicas da TVI: resumo do capítulo anterior e seguinte, embora não utilize um instrumental de suspense.
Os ganchos, em Portugal, eram usados muito raramente nas telenovelas da SIC e não havia essa prática na TVI, pois era habitual os canais esticarem ou reduzirem os episódios consoante as audiências ou a programação. Em 2013, a telenovela Belmonte (da TVI) foi a primeira a ter uma prática regular de ganchos. Todos os seus episódios acabavam num momento de suspense e, à semelhança do congelamento, a imagem tornava-se azul. A partir deste momento, todas as telenovelas da TVI passaram a ter um gancho pré-definido no final de todos os episódios. Na SIC, os episódios continuam a não ter uma duração pré-definida e, por isso, é habitual ver o gancho a meio do episódio.

## História
Os países que mais se destacam na produção de telenovelas são Brasil, México, Estados Unidos, Colômbia, Venezuela, Peru, Chile, Argentina, Portugal, Turquia, Índia, Coreia do Sul, China, Tailândia e Filipinas. Em Portugal destacam-se as telenovelas produzidas pela TVI, RTP e SIC. A primeira telenovela portuguesa foi Vila Faia da RTP1, transmitida de maio a setembro de 1982, que ganhou uma nova adaptação em 2008. No Brasil (e no mundo), a primeira telenovela foi Sua Vida Me Pertence, transmitida pela Rede Tupi de dezembro de 1951 a fevereiro de 1952.

### Telenovela brasileira
As telenovelas brasileiras, produzidas pelas três maiores emissoras do país TV Globo, Record e SBT, tem enredos e abordagens semelhantes se comparadas. Na maioria das vezes, misturam drama, humor, romance e violência de uma forma bem peculiar. No horário do final da tarde e começo da noite, as telenovelas brasileiras abordam um temas mais leve, com histórias focadas em romance e aventura. Ao anoitecer, envolvem temas mais radicais, misturando o romance já existente com dramatizações e leves cenas de sexo e violência. As histórias frequentemente começam com tramas leves e pouco complicados, e apenas com o passar da história os mistérios se desenrolam pouco a pouco, tornando o enredo forte e complexo.
Ao todo, Brasil coleciona 12 indicações na categoria de telenovela no International Emmy Awards, das quais 6 vencedoras.

### Telenovela venezuelana
As telenovelas venezuelanas são produzidas principalmente pela RCTV (fechado em 2007), Venevisión e Televen. Assim como a Televisa (México), a Venevisión controla uma grande parte da indústria do entretenimento naquele país. Algumas das telenovelas venezuelanas também foram transmitidas pela Univision nos Estados Unidos até o final da década de 2000.
A Venevisión é uma das maiores produtoras de telenovelas do mundo (junto com a Televisa, Telemundo e TV Globo), com até 279 seriados desse estilo exibidos até o momento. Muitas das principais produções foram distribuídas para Colômbia, Brasil, México, Peru, Equador, Espanha, Itália, Japão e Estados Unidos, entre outros países.
Desde 2013, a produção de telenovelas na Venezuela entrou em declínio, refletindo a grave crise generalizada que assola o país. A crise econômica afetou os canais de televisão. Além disso, os frequentes cortes de energia e água, a rígida censura imposta pelo governo, a imigração em massa de profissionais da área (atores, diretores, roteiristas e produtores) e os altos níveis de violência (que dificultam a gravação de cenas externas) são fatores responsáveis pela quase paralisação na produção de novelas e séries venezuelanas.

### Telenovela mexicana
As telenovelas mexicanas foram lançadas na década de 1950, com Senda prohibida, escrita por Jesús Gómez Obregón e produzida em 1958 pela Telesistema Mexicano (antecessora da Televisa).
A Televisa é uma das maiores produtoras de telenovelas do mundo. Seus principais concorrentes são a TV Azteca e a empresa independente Argos Media Group.
O SBT foi a primeira emissora brasileira a exibir telenovelas mexicanas, sua primeira produção foi Os Ricos Também Choram, exibida pela primeira vez em 1982.

### Telenovela estadunidense
Telemundo é a maior rede de televisão de língua espanhola dos Estados Unidos, que produz telenovelas. Sua principal concorrente é a Univision, que exibe telenovelas importadas do México.
A telenovela estadunidense foi criada em 1988, com Aguamarina como sua primeira produção original. Ao longo dos anos, a Telemundo foi associada a vários parceiros estrangeiros, como a Caracol Televisión, algumas de suas telenovelas de maior produção foram Corazón valiente, produzida em 2012, e a primeira telenovela que ganhou o Premios Tu Mundo, foi Mi corazón insiste en Lola Volcán, produzida em 2011.

### Telenovela colombiana
As principais produtoras de telenovelas na Colômbia são Caracol e RCN, ambas lançadas como rede de televisão em 10 de julho de 1998.
A telenovela colombiana Yo soy Betty, la fea (produzida pela RCN em 1999), um dos maiores sucessos televisivos da história das dramatizações, foi exportada para vários países onde também alcança índices de audiência muito altos, inclusive em 2010, entrou para o Guinness World Records como a telenovela de maior sucesso da história.

### Telenovela portuguesa
Na produção de telenovelas em Portugal destaca-se a SIC e a TVI. A TVI transmite apenas telenovelas produzidas pelo canal. A SIC transmite telenovelas produzidas pelo canal e pela TV Globo, além de exibir algumas coproduções entre as duas. A RTP tem aumentado progressivamente a sua produção de telenovelas e, há alguns anos, chegou a transmitir telenovelas da Record e SBT.
A primeira emissora portuguesa a exportar as suas telenovelas foi a TVI. A SIC passou a exportar as suas produções a partir de 2011, uma das primeiras tramas a ser exportada foi a telenovela Perfeito Coração.
Ao todo, Portugal coleciona 6 indicações na categoria de telenovela no Internacional Emmy Awards, das quais 3 vencedoras.

### Telenovela angolana
As novelas angolanas têm início em 2005, com a telenovela Sede de Viver, sendo o canal estatal Televisão Pública de Angola (TPA) o único a realizar tal feito. Windeck e Jikulumessu são as novelas angolanas mais recentes.
Ao todo, Angola coleciona duas indicações na categoria de telenovela no International Emmy Awards.[carece de fontes?]

## Fatos sobre a produção brasileira
- Avenida Brasil, escrita por João Emanuel Carneiro e exibida pela Rede Globo em 2012, é a telenovela brasileira mais vendida para o exterior (130 países), além de outras telenovelas como Da Cor do Pecado (do mesmo autor de Avenida Brasil), Terra Nostra, O Clone, Caminho das Índias, a primeira versão da telenovela Escrava Isaura e Por Amor.
- Dentro da história da produção de telenovelas no Brasil, um dos fatos mais chocantes foi o assassinato de Daniella Perez, atriz, filha da autora Glória Perez, em 1992. Os autores do crime foram Guilherme de Pádua, ator com quem Daniella contracenava na telenovela De Corpo e Alma e a mulher dele, Paula Thomaz. O crime ganhou grande repercussão, sendo considerado um dos mais notórios do final do Século XX no Brasil.[carece de fontes?]